# SFアドベンチャー ZERO ONE SP
『SFアドベンチャー ZERO ONE SP』（エスエフアドベンチャー ゼロワン エスピー）はフウキより2004年4月29日に発売されたゲームボーイアドバンス用アドベンチャーゲームである。

## 概要
前作『ZERO ONE』のリメイク。新規シナリオの追加に加え、キャラクターデザインが伊東岳彦によって一新され、新キャラクターが登場したりミニゲームが追加されるなど、前作よりも更にボリュームアップしている。主なシナリオは全部で4つあり、前作の「ゲーマー編」を丸ごと収録した他、新たに「ノア編」、「サイボーグ編」、「クリエーター編（完結編）」の3シナリオが加えられている。
本作はグロテスクなシーンやお色気シーンなどが挿入されている。

## ストーリー概要
常光寺ナゴムは、ここ数日奇妙な夢に悩まされていた。羽を生やした大男に襲われ、殺されてしまう夢だ。夏休みを翌日に控えた一学期最後の日、ナゴムは同級生から学校で肝試しをやらないかと誘われる。友人いわく、毎晩0時になると音楽室のピアノが鳴るらしい、との事。渋々ながらも断りきれず参加するナゴム。この日を境に、彼の周りで次々と騒動が起こるようになる。果たして、ナゴムは無事に新学期を迎える事ができるのだろうか。

### 各分岐ストーリー
物語は選択肢によって以下の4シナリオに分岐するが、ストーリ展開は「肝試し編→ルード編→超能力物編」とほぼ同じである。「サイボーグ編」では超能力者編に進まずに終わってしまう。また、肝試し編は『SP』から追加されたシナリオのため、前作移植の「ゲーマー編」では登場せず、そのままルード編に進む。
サイボーグ編
肝試しの日以降、ナゴムと姉のリツコは武器密売シンジケート「ルード」によって狙われる事となる。二人の父ノブヒコが、組織にとって有益な技術を有しているためだ。父の行方を聞き出そうとするルード。また、警察やインターポールもノブヒコがルードと関わっているとみなし、彼を捜索し始める。ノブヒコの所在を知っている（と思われている）ナゴムとリツコは警察の保護下に置かれるが、厳重な警護態勢が敷かれたにもかかわらず度々ルードの工作員に襲われてしまう。
ある日、身の危険に晒された二人の前に謎の青年が現れ、二人をルードの手から守るようになる。青年は一体何者なのか？ ノブヒコとの関係は？ 全ての謎を解き明かすため、ナゴムとリツコは独自に父の行方を探し始める。そして、物語はナゴムの意外な秘密を明らかにする……。
ノア編
「天変地異」を起こし人類を滅ぼそうとする正体不明の存在「ゲーマー」。ゲーマーの攻撃から人類を守るためには、「ノア」と呼ばれる不思議な石が必要となる。ノアは超能力者組織「E-gro」が所有していたが、ある日誰かに盗まれて、行方が分からなくなってしまう。ノアが日本にある事を突き止めた「E-gro」のメンバー、ジーン・ライトとケネス・アーノルドは、ナゴムが自分達と同じ超能力者である事を見抜き、共にノアを探して欲しいと頼む。ノアは果たしてどこにあるのか。そして、人類を守る事はできるのか（ルード編なし）。
ゲーマー編
ルードに攫われ南米ペルーに連れて来られたナゴムは、不思議な少女、ジーンと出会う。彼女は超能力者組織「E-gro」のメンバーだった。E-groの目的は、過去何度も人類文明を滅ぼしてきた敵「ゲーマー」と戦う事。ゲーマーが再び活動を始めた事を知ったE-groは、ゲーマーに対抗すべく、世界中から仲間を集め始める。ルード事件の際、ナゴムが自分と同じ超能力者である事に気づいたジーンは、組織の仲間、ケネスと共に来日する。彼らの手によって自らの能力に目覚めたナゴムは、半信半疑ながらも日本にいる他のまだ見ぬ仲間を探し、ゲーマーとの戦いにその身を投じていく。
クリエーター編
2005年、夏。人類は滅亡の危機に瀕していた。世界を生み出した存在「クリエーター」が、人類が自分達の望む進化をしなかったため、全てを無に返そうとしているのだ。その事を知った超能力者組織「E-gro」はクリエーターに戦いを挑むべく、新たなメンバーを探し始める。日本にやってきたE-groメンバー、ジーンとケネスは、ナゴムが超能力者である事を知り、クリエーターとの戦いに加わるよう要請する。

## 登場人物

### 常光寺家
常光寺ナゴム（じょうこうじ ナゴム）
本作の主人公。ごく普通の中学3年生。父の技術のせいで世界的な武器密売シンジケート「ルード」に狙われる。
「サイボーグ編」では幼い頃の交通事故で両手を失っており、父ノブヒコの技術で義手にされる。本人には気付かないように毎年交換していたため、ナゴム自身は生身の腕だと信じていた。それ以外の3シナリオでは「マテリアルメスメリズム」という超能力を持つ。
常光寺リツコ（じょうこうじ リツコ）
ナゴムの姉。大学生。幼い頃に母を亡くして以来、ナゴムの母親代わりになっている。大学で人工知能の研究をしており、シローという人工知能を生み出した。父の行方を追っているルードにナゴムと共に付け狙われる事になる。
常光寺ノブヒコ（じょうこうじ ノブヒコ）
ナゴムとリツコの父にして、世界的なロボット工学の第一人者。典型的な学者タイプの人間で、研究を始めると中々家に帰らない事もある。現在、失踪中。
「機械と神経を繋ぐ研究」をしている。そのため、その技術をサイボーグに応用しようとするルードによって狙われる。
常光寺タイラ（じょうこうじ タイラ）
ノブヒコの妻であり、ナゴムとリツコの母。故人。「ノア編」、「クリエーター編（完結編）」に登場。
ナゴムと同じ超能力者で、「チャネラー（霊媒師＝イタコ）」だった。超能力者集団「E-gro」のメンバーであったが、「能力の存在は超能力者以外には知られてはならない」という「E-gro」のルールから、家族にはチャネラーである事は隠し、後に能力に目覚めたナゴムのみに伝えられる。

### ナゴムの同級生
三船アイコ（みふね アイコ）
ナゴムの幼馴染で、活発な女の子。家も隣同士で、何かとナゴムの世話を焼きたがる（ナゴムいわく「ママゴトのように」）。
能力名：「予知夢」（「ゲーマー編」、「クリエーター編（完結編）」のみ）
長尾アキラ（ながお アキラ）
ナゴムと同じクラスの少女。オカルト・ファンタジー好きで、その手の事に関しては怖いもの知らずの女の子。意外とグラマーで、水着姿には自信を持っている様子。科学部に所属しているが、実際は漫画研究会に近い。
能力名：「予知夢」（「サイボーグ編」以外のシナリオ）
堤ナナセ（つつみ ナナセ）
ナゴムと同じクラスの転校生。優等生で、生徒会長。学校のマドンナ的な存在である。おっとりとした性格で頼み事を断れないため、教師陣から半ば強引に生徒会長を押し付けられたが、本人は嫌がる事無く引き受けている。関西出身だが、その事は友人には知られたくないらしく、普段は意識して標準語を喋っている。「芸は身を助ける」という父の考えの下、幼少時から様々な習い事をしていたが、現在は塾と絵画教室のみ。立ち居振る舞いからお金持ちのお嬢様に見られがちだが、本人曰くそうではないらしい。
能力名：「予知夢」（「ゲーマー編」）、「サイコメトリー」（「クリエーター編(完結編)」）
小田トモ（おだ トモ）
『SP』からの新キャラクター。家が剣道の道場をやっていて、本人もかなりの腕前。関西弁が特徴的で理屈っぽい所があるため、口喧嘩ではナゴム達も敵わない。現実主義者で超常現象は全く信じていない。剣道部在籍。
能力名：「サイバイブデストラクション」（「ノア編』、「クリエーター編（完結編）」のみ）
ジーンいわく“伝説の能力”で、小田一族にしか使えないらしい。また、一族の者であっても能力に目覚めるかどうかも定かではない。トモの祖父も同じ能力を持っており、子孫に力があるかどうかは「テレパシー」を用いて判断していたようだ。トモも同様に祖父から能力の素質を見出された。
関口シン（せきぐち シン）
ナゴムの同級生であり、親友。金髪で筋肉質な体型だが、見た目に似合わず成績は学年でもトップクラス。頼りがいがあり、ツトムとナゴムのよき理解者。愛称はシンちゃん。実家は美容院。
角川ツトム（かどかわ ツトム）
典型的なゲーマー。ナゴム・シンとはいつも一緒におり、仲良し3人組である。超がつく位のゲームオタクで、ゲームに対する愛なら誰にも負けず、ゲームの事となるとつい熱くなってしまう。ゲームの実力は超人並みで、対戦格闘において右に出る者はいない。また、ゲームで遊ぶだけでなく、自身でもゲーム製作をしている。眼鏡を着用しているが、動体視力はかなり優れており、60FPSの1フレームをはっきりと区別できる。
出口エイジ（でぐち エイジ）
『SP』からの新キャラクター。ナゴムの隣のクラスにやってきた、謎の転校生。右目に眼帯をしている。クールな性格。

### ナゴムの関係者
三田コウイチ（みた コウイチ）
ノブヒコの優秀な助手。科学者でありながらUFOや超能力といったオカルトに妙に詳しい。暗算世界一の記録を持っている。母と同居している。
清田ユウリ（きよた ユウリ）
科学者。ノブヒコの元助手。ノブヒコの作ったアンドロイドの顔のデザインのモデルになっている。「脳の情報をバックアップ」する研究を行っており、脳内から情報を吸い出したり、逆に外のデータを脳に入れる技術を開発している。
清田マイ（きよた マイ）
清田の妹。「クリエーター編」にのみ登場。事故で脳にダメージを受け植物人間状態になっていたが、清田の研究とリツコの技術によって意識を取り戻す。
シロー
リツコが作った人工知能。後に何者かによって肉体を与えられるも、様々な媒体を転々とする事になる。
矢追会長（やおいかいちょう）
日本有数の企業「ヤオイグループ」の会長。「クリエーター編」にのみ登場。ノブヒコの研究に経済的援助をしている。何故かナゴムの事も知っていた。物語の舞台となるホテルも彼が経営している。

### E-gro
ジーン・ライト
超能力を持ったペルーの少女。脅しのためによくナゴムに銃を向ける。ナゴム達の中では超能力について誰よりも知識がある。ナゴムに「E-gro」や人類の敵の存在を教える。遠くの物を見たり一般人には知覚できない情報を感知する事のできる「千里眼」の持ち主（ケネス曰く「人間レーダー」）。
ケネス・アーノルド
ジーンと共に日本にやってきた黒人の青年。ユニークだが、怒ると冷静にものが考えられなくなってしまうらしい。手を触れずに物体を動かす「テレキネシス」の所有者。但し有効範囲は500m程。
松尾アスカ（まつお アスカ）
自衛隊員。いわゆるデブキャラで、正義をこよなく愛している。自衛隊に入隊したのもそのため。テレポーテーション、いわゆる「瞬間移動」の能力を持っている。テレパシーは苦手らしく、聞く事はできても話す事は難しいらしい。
アリス・アティック
僅か10歳にして超能力者組織「E-gro」のリーダー。IQ1300の持ち主。超能力としての催眠術を使う。やろうと思えば世界中の人間の記憶を消す事も、洗脳する事も可能。
ピリ・ライナニ
アスカと同じテレポーターのインド人。
ローズマリー・レッドバトラー
喉を震わせて声により物体を破壊する「生体レーザー」の使い手。
エドガー&ミッシェル
2人とも「E-gro」の一員。近い未来の予知夢を見る事ができる、アイコらと同じような能力を持つ。
リー&マーク
「E-gro」の仲間。一チームのリーダーらしい。戦闘系の能力のようだが、詳細は不明。

### 武器密売シンジケート・ルード
ゴート
武器密売組織ルードのサイボーグ。全身ほぼ機械の体で銃は全く効かないが、ある部分だけは生身のままである。
アキス
武器密売組織ルードの一員。常光寺家に押し入り、ナゴムやリツコにノブヒコの居場所を問い詰めた。
ゼネコ
アキスと同じくルードの一員。彼と共に常光寺家を狙う。
ロバート・ウィルソン
武器密売組織ルードの幹部。ナゴムとリツコをペルーまで連行する。
カマキリジャック
ルードの殺し屋。ゴートと同じくサイボーグ化されており、刀を武器にする。緑色の長髪に色白な肌が特徴的である。

### 警察機構
ケイト・ブラバスキー
インターポールの警視。武器密売組織「ルード」の捜査をしている。
大槻ガロウ（おおつき ガロウ）
警視庁の警部。ルードによるテロ事件の捜査及び、ルードに狙われるナゴムとリツコの警備を担当する。
秋山警部補（あきやまけいぶほ）
インターポールの日本人刑事で、ブラバスキー警視の部下。右手に義手をしている。
オサフネ
刑事。「クリエーター編」に登場し、カマキリジャックにあっけなくやられる。

### その他
五島マサシ（ごとう マサシ）
髭を生やした中東あたりにいそうな中年の男性。ストーリー展開によって色々な超能力を持つが、大概悪い事にしか使わないため常にジーン達とは敵対している。自己中心的。
大本（おおもと）
ナゴムの中学校の体育の教師。典型的な体育教師キャラ。選択肢によっては運動部の顧問をしている事もある。
スミス
ケイト＝ブラバスキー警視が来る前の英語の先生。本編には登場しないが、ネイティブだったらしい。

## 主な舞台
五色沢
常光寺ノブヒコの別荘がある。
学校
ナゴムの通う中学校。1学期の終業式の夜、ナゴム達が肝試しのため訪れた。
ペルー
ルードのアジトがある他、「E-gro」も本部を置いている。
マチュピチュ
標高2000mの山中にある、南米ペルーの観光名所、インカの遺跡。地下には「E-gro」のアジトがある。
プール
ルード騒動の後にナゴム達が行く水泳場。
常光寺家
ナゴムとリツコの家。たまにノブヒコもいる。三田が良く来ている。物語初期には大槻ら警察が頻繁に来訪し、後半はジーン達「E-gro」メンバーの集会所になる（場所はナゴムの部屋）。
城北大学
清田ユウリの研究施設のある大学。
自衛隊駐屯地
富士の樹海の近くにある自衛隊の訓練場。秘密兵器の巨大ロボットが置かれている。
ホテル
正式名称は「ヤオイグランドホテル」。日本有数の企業「ヤオイグループ」が運営している。ルード事件の時にナゴム達が泊まったホテルであり、要人を泊める際にも用いられる。29階にはパーティ会場、30階にはナゴムも泊まった（セミ）スイートルームがある。劇中でパーティが行われる事もある。

## 超能力
一部の人間にのみ備わっている力。テレキネシスや千里眼などメジャーな能力もあれば、独自設定の能力もある。
能力の有無や種類は先天的に決定し、それ以降変化する事はない。従って、能力を持っていない者が後に持つ事はない。ただし、無意識に使っていたり、力が眠っていると言う事が良くあるため、“能力が使えない”イコール非能力者という訳ではない。また、後述するような能力者、非能力者の選別方法も存在する。そのため、能力者同士の間ではある程度の判別が可能。
超能力の素質は遺伝するため、両親に能力者がいれば子も能力者になる可能性は高い。ただし、同族の能力がいつも同じという訳ではない。ナゴムの母も（ストーリー次第で）能力者として登場するし、トモの家系ではサイバイブデストラクションが代々受け継がれている。
超能力の強さや性能は持ち主のイメージする力に大きく左右され、訓練次第で上昇させられる。例えばナゴムのマテリアルメスメリズムは具体的なイメージさえできればどんな姿にもなれるし、アスカのテレポートは場所さえ分かればどんなに遠く離れたところにも行ける。
一人の人間が複数の能力を持つことはない（テレパシーは共通能力のため例外）が、同じ能力を複数の人物が所有する事は珍しくない。
ジーンいわく「能力者は共に惹かれあう」らしく、力を持った者同士は互いに遭遇するか、何らかの関わりを持つ可能性が高い。

### 本作に登場する能力一覧
テレパシー (Telepathy)
日本語では「精神遠隔感応」。「mental telepathy」の略で、本来は他人の心を読む能力を意味している。本作では全ての超能力者が所有し、声を出さずに頭の中で思うだけで意思疎通ができる能力として用いられている。また、能力者であるかどうかの判断にも使われる。送受信距離には個人差があり、アスカは相手の声を聞く事はできても自分の声を伝える事は苦手らしい。テレパシーは一般人に聞かれずに、また遠く離れていても意思の疎通ができるためE-gro内、特にナゴム達の間では重宝されるが、任意の相手にだけ伝えるという事ができないため、他の超能力者にも声が届いてしまう（ラジオの電波のようなもの）。そのため、能力を悪用する者と戦う時にテレパシーで密談しても、こちらの情報が筒抜けになってしまう可能性がある。
クレアボワイヤンス (Clairvoyance)
日本語では「千里眼」、又は「透視」という。肉眼では見えない物・情報を知覚する能力。「透視」的な能力で言えば、壁の向こうの様子を見たり、透明な物質、エネルギーの波動などを感じる事ができる。また「千里眼」的な能力で言えば、はるか遠くの情景を見たり（作中ではリモートビューと呼ばれている）、写真からその人物の所在を探し当てる事ができる。ゲーマーやクリエーターが機械を動かす際の波動を感じたり、超能力のエネルギーを知覚する事も可能。作品内に登場する能力の所有者はジーンのみ。
テレキネシス (Telekinesis)
日本語では「念力」。手を触れずに物体を動かす能力。似たような能力を現す言葉に「サイコキネシス」があるが、厳密には違うものらしい。能力者の技術次第で複数の物を動かしたり、複雑な動きをさせる事もできる。但しそれは複数の機械、複雑な機械を操作するようなもので、かなりの修練を積まない限り普通は難しい。有効範囲は確認できているものでは500m程。千里眼とは異なり、操作する物体が目で確認できる範囲でなければ動かせないらしい。作中ではケネスが所有している。
テレコグニション・ドリーム (Telecognition Dream)
日本語では「予知夢」。予知能力の一種で、未来の出来事を夢として見ることができる。能力の発動を制御する事はできず（能力者の意志では使えない）、また予知した未来を変える事もできない（つまり夢で見た事は何があっても絶対に起きる）。そのため使い勝手は余り良くないが、“絶対に起きる”事を逆手にとって対策を立てる事は可能。ただし、夢のため曖昧ではっきりしない部分も多く、現実で起きる直前に気がつく事も多い。
能力の所有者はアイコ・アキラ・ナナセ（但しストーリー展開による。1シナリオにつき1人）。他にE-groにも二名程いるらしい。
サイコメトリー (Psychometry)
日本語では「接触感応」。字の通り、対象物に触れる事でその物の持つ記憶を読み取る事ができる。この能力の持ち主は「サイコメトラー (Psychometrer)」と呼ばれる。
確認されている能力の所有者はナナセ(但しストーリー展開による)。
テレポート (Teleport)
日本語では「瞬間移動」。テレポーテーションとも言う。距離の離れた二つの地点を瞬時に移動する能力。移動する場所のイメージができないと能力が使えないため、基本的には行った事のある場所、見た事のある場所にしか行けない。但し、知らない場所であっても「壁から○○M先」というイメージができれば移動は可能である（この場合、移動した地点が壁などで埋まっているとそこにめり込んでしまう）。瞬間移動は本人だけでなく、任意の物(人間や動物含む)を移すこともできる。また、居場所さえ分かれば能力者本人から離れた所にいる物・人も移せる。この能力の所有者を「テレポーター(Teleporter)」と呼ぶ事がある。
本作ではアスカ・ピリが能力を持っている。
チャネリング (Channeling)
本来は宇宙人や幽霊・神など、通常の手段（＝現在の科学）では交信ができない存在に対して意思の疎通を図る能力だが、本作では他人の意識を呼び出したり、自分の意識を他人に移す事のできる能力として表現されている。立場としてはイタコのようなもの。自身の部分的意識を他者に残す事で死後も現世の人間と会話する事ができる（残留思念）が、交信できる時間はきわめて短い。またこの場合、生前の姿形になるため、一見すると幽霊のようにも見える。この能力の所有者を「チャネラー (Channeler)」と呼ぶ。
本作ではナゴムの母、常光寺タイラが確認できる唯一の能力者である。
マテリアルメスメリズム (Material Mesmerism)
和訳すると「肉体催眠術」という意味になる。自己暗示をかける事によって自らの身体の材質・構成・質量などを自由に変化させる事のできる能力である。例えば、ゴムのような体をイメージする事で軟体化させたり、小さくなる事ができる。また、上半身のコピーを作ったり、背中に羽を生やしたり、別の物質と融合したりというような事もイメージさえできれば可能である。
ただし、“元の姿の自分”を正確にイメージする事ができない、またはできなくなると、変化した状態から元に戻れなくなってしまう。例えば「小さく」なる事はできても、その結果脳まで小さくなってしまうため"元の姿の自分"をイメージするだけの知能を持てず、元に戻れないという危険がある。
この能力を持つ者は「マテリアルメスメリズマー（Material Mesmerismer：肉体催眠術師）」と呼ばれる。作中ではナゴムともう一人のみその存在が確認されている（但し、ナゴム以外は作中には登場しない）。
サイバイブデストラクション (Psy Vibe Destruction)
物体に触れる事でその固有振動数を読み取り、対象に与える事で物質的に粉砕する能力である。無機質にしか使えず、有機物、即ち生命体には効果がないという欠点がある。
作中ではトモのみが所有している。

## 主な用語
以下に書かれる意味はゲーム内独自の意味付けであり、実際の意味とは異なる。
アカシック・レコード
世界の歴史が記録されている物体。球形で中に浮いており、動かす事も破壊する事もできない。材質も不明。南米ペルーの空中都市マチュピチュの地下にあり、2000年前にインカ人が発見した。インカ人はここに要塞を作り、「E-gro」もこの周りを囲うように本部を作った。触れる事により脳に世界の歴史、天変地異のイメージが流れ込む。
ノア
「ノア編」でゲーマーから人類を守る事のできる不思議な石。「E-gro」本部にあったが、何者かに盗まれてしまう。
ゲーマー
その名の通り、ナゴム達の世界をまるでゲームで遊ぶかのように破壊する敵。人類を壊滅状態に追い込むが決して滅亡はさせず、再び繁栄した頃にまた壊滅させる。今まで何度も人類は滅ぼされかけたらしい。次元の違う存在のため、こちらからは手を出せない。
人間や動物など、命を持たないものを自由に操る事ができる。本編では機械や兵器を操って人間を攻撃したり、火山の噴火や地震などの天変地異も起こして苦しめたりした。ただし、大きな事象にはそれだけのエネルギーが必要らしく、充電に時間がかかる。
ジーンはそのエネルギーの波動を感じる事ができる。
クリエーター
ナゴム達のいる世界を生み出した存在。人類が自分達の望む進化をしなかったため、滅ぼそうとする。基本的な攻撃方法はゲーマーと同じ天変地異や機械の操作。
エンジェル
「クリエーター編」に登場する翼を生やした生物。クリエーターの手駒であり、総勢100体程いるらしい。人間より遥かに早く動ける他、街一つを一瞬で破壊する程のエネルギー波を撃ったり、体からレーザーを照射したりできる。一方、肉体の強度はそれ程強くなく、肉弾戦であれば人間でも十分立ち向かう事ができる。
E-gro（イーグル）
超能力を持った者達が集まる組織。現在、アリスをリーダーに、300人程の構成員がいる。主な役目は「ゲーマー」や「クリエーター」から人類を守る事。そのため、世界中から超能力者を集めている。
超能力者の存在が世に知られる事を嫌うため、知ってしまった一般人は不可抗力であっても殺すという残虐性も持ち合わせている。また、仲間にならない能力者、悪用する能力者も同様に命を奪う。E-groの理屈によれば、自分達の存在が明るみに出れば力を恐れる非能力者がいわゆる“魔女狩り”を行うようになり、いずれは能力者と非能力者との間で争いが起きてしまう。それでもし超能力者が激減すれば、ゲーマーやクリエーターと戦う存在がいなくなる。従って、存在をひた隠しにしているらしい。E-groに非協力的な能力者を排除するのも、何かの弾みでばれてしまう事を防ぐためである。

## エンディングリスト
以下に書かれる内容はゲームのネタバレを含む
それぞれの「ランク及びゲームオーバーになった理由」
001　G　大声を出してしまい侵入者に撃たれた
002　F　ヤケクソになって侵入者に撃たれた
003　E　姉の指示に正しく答えられなかった
004　F　姉に答えずに侵入者に撃たれた
005　F　姉がさらわれそうになり判断を誤った
006　H　さらわれる姉を助けようとしなかった
007　F　さらわれる姉を助けられなかった
008　G　ホテルで刑事と殺人鬼を見て殺された
009　F　ホテルで凶器を間違って証言した
010　F　ホテルで立体映像を否定して殺された
011　E　ホテルで自分も襲われたと思い込んだ
012　D　ホテルで刑事といっしょに逃げた
013　D　ホテルでエイジといる時に殺された
014　D　ホテルで犯人を探そうとして殺された
015　E　ホテルで殺し屋に襲われ時間切れ
016　E　殺し屋に追い付かれ殺された
017　E　ホテルの階段で殺し屋に行動を読まれた
018　E　ホテルの花瓶を命中しそこなった
019　E　足をケガしてるのに走ろうとした
020　D　ホテルで殺し屋に助けを求めた
021　D　カマキリに飛び掛からなかった
022　E　ホテルでベッドの下を調べた
023　D　レーザーを撃たれ時間切れ
024　D　レーザーをよけそこなった
025　C　小型ロボットの居場所を推理ミスした
026　E　小型ロボットの居場所を間違って指摘した
027　E　スパイに情報を知られてしまった
028　D　脅迫に負けて父をさらわれた
029　D　すでに父さんが殺されていた
030　D　父の捜索をリツコ一人にまかせた
031　D　五色沢で突撃して殺された
032　D　飛行機で逆らった
033　D　ルードの工場で道を間違った
034　G　牢屋の脱走に失敗した
035　G　牢屋から脱出しなかった
036　F　牢屋のカギ開けに失敗した
037　G　ペルーで町へ行こうとした
038　F　牢屋でジーンを信じなかった
039　G　消化器ぶつけに失敗した
040　G　十字路の銃撃に巻き込まれた
041　E　ルードの工場で寄り道をした
042　G　十字路の見張りに見つかった
043　G　ロバートのロボットにやられた
044　G　ロバートのロボットと戦わなかった
045　G　武器を持たずに逃げようとした
046　G　ジーンたちの仲間にならなかった
047　G　ケネスのロープで切り裂かれた
048　F　三田さんのナイフが刺さってしまった
049　F　超能力のことを他人にばらしてしまった
050　D　すばやく判断できず通り魔に刺された
051　D　変身できずに通り魔に刺された
052　F　プールですばやく判断ができなかった
053　D　プールで正しく判断ができなかった
054　E　殺しに来た通り魔相手に時間切れになった
055　D　通り魔に刺されたのに呼吸を整えた
056　D　通り魔に刺されたのに次の攻撃にそなえた
057　F　通り魔の攻撃を避ける方向を間違えた1
058　F　通り魔の攻撃を避ける方向を間違えた2
059　F　仲間の「夢」を信じなかった
060　D　通り魔の部屋で時間切れになった1
061　F　通り魔をやっつけられなかった
062　D　通り魔の居場所をジーンに聞いた
063　D　通り魔の部屋で時間切れになった2
064　F　通り魔の部屋から立ち去ろうとした
065　E　通り魔の部屋で適当になぐりつけた
066　F　通り魔をかたくなに説得しようとした
067　F　怪物との戦いで正しい選択ができなかった
068　F　怪物にアレを思い付かなかった
069　G　怪物に襲われあきらめた
070　E　女の子に冷たくして誰かに刺された
071　D　ゾンビをジャンプできなかった
072　D　ゾンビの攻撃に失敗した
073　E　情報の少ない犬に襲われた
074　E　20年前のことを聞いて殺された
075　E　犬から逃げようとして殺された
076　E　姉さんに能力を見られた
077　E　犬に襲われ間違った
078　E　犬に襲われ時間切れになった
079　E　ゴキブリに襲われ対処できなかった
080　E　ゴリブリをつぶすのにこだわった
081　D　不注意に敵のアジトに侵入した
082　D　エイジの忠告を聞かなかった
083　D　エイジに2つの能力があると思った
084　D　エイジにおかしな受け答えをした
085　E　エイジの仲間になろうとした
086　D　勝ち目がないのにエイジに反発した
087　D　エイジの意識を捕まえられなかった
088　F　ホテルで情報を集めなかった
089　D　ホテルで能力を過信した
090　D　ホテルで無意味に階段へ向かった
091　D　ルードの残党相手に情報不足
092　D　犬に襲われ時間切れ
093　B　人影をさがして殺された
094　E　学校にゼネコがいたと思った
095　C　警察に警護を頼んでしまった
096　B　電磁キバの対抗手段を誤った
097　D　アキスとの戦いで負けた
098　C　アキスの聴力を奪えなかった
099　D　空を飛んでロボットに殴られた
100　F　ヘリコプターの攻撃に対して判断が遅れた
101　F　ヘリコプターの対処法がみつからなかった
102　F　シローのレーザーに焼かれた
103　F　ロボットの装甲の破壊に失敗した
104　F　ロボットの爆発に対しての判断が遅れた
105　D　爆発に対してジーンに脱出を依頼した
106　D　爆発に対してケネスに脱出を依頼した
107　F　新幹線の暴走でタイムアウト
108　E　新幹線の暴走で依頼をミスした
109　G　仲間の「夢」を疑った
110　G　怪物の探し物を勘違いした
111　E　三田さんの死因をルードが原因だと思った
112　D　三田さんの死因でビデオに注目しなかった
113　D　三田さんの死因について推理ミスをした
114　E　女の子が清田に襲われ時間切れ
115　E　女の子を守るため　清田の本体を攻撃1
116　E　女の子を守るため　清田の本体を攻撃2
117　E　ミサイルに対して時間切れになった
118　E　ミサイルに対して判断を間違った
119　D　UFOの破壊に失敗した
120　F　核ミサイルを爆発させた
121　D　ゲーマーとの戦いに夢中になりすぎた1
122　D　ゲーマーとの戦いに夢中になりすぎた2
123　D　ゲーマーとの戦いで能力におぼれた1
124　D　ゲーマーとの戦いで能力におぼれた2
125　B　ゲーマーに追いつかれてしまった
126　Z　世界の王になってしまった
127　C　ファイアウォールの解除に失敗した
128　B　ゲーマーの提案に答えなかった
129　D　ゲーマーとのアクションゲームに負けた
130　C　ゲーマーの人質作戦に負けた
131　C　襲来したゲーマーに負けた
132　E　学校にロバートがいたと思った
133　C　なぜかジーンに殺された
134　C　ゴキブリをつぶすのにこだわった2
135　D　ゴキブリに襲われ時間切れ
136　C　ゴキブリに襲われテープを探した
137　C　ゴキブリに襲われ一階に走った
138　C　ロボットの燃料切れを待った
139　C　仲間探しをあきらめた
140　C　ロボットの足止めに失敗した
141　D　シローの暴走を信じた
142　B　UFOの弾を受け損ねた
143　F　クリエーターの存在を疑った
144　B　ツトムが呼び止めるのを聞かなかった
145　C　モニターをジーンがのぞいた
146　B　スパイ？に撃たれた
147　C　クリエーター対策がないと思った
148　B　自分がオトリになろうとした
149　C　兵器の燃料を戻した
150　B　戦いが硬直化し負けた
151　B　戦いの途中で弱気になった
152　B　最終決戦で判断を間違えた
153　B　クリエーターに殴らせた
154　B　光線を数えられなかった
155　B　クリエーターに石を投げた
156　B　戦いの途中で弱気になった2
157　A　サイボーグ編グッドエンディング
158　A　ノア編トモグッドエンディング
159　A　ノア編アキラグッドエンディング
160　A　ゲーマー編ツトムエンディング
161　A　ゲーマー編ノーマルエンディング
162　A　ゲーマー編シンエンディング
163　A　ゲーマー編ナナセエンディング
164　A　ゲーマー編アキラエンディング
165　A　ゲーマー編アイコエンディング
166　A　ゲーマー編ジーンエンディング
167　A　クリエーター編トモ過去エンド
168　A　クリエーター編ナナセ過去エンド
169　A　クリエーター編アキラ過去エンド
170　A　クリエーター編アイコ過去エンド
171　S　クリエーター編トモ未来エンド
172　S　クリエーター編ナナセ未来エンド
173　S　クリエーター編アキラ未来エンド
174　S　クリエーター編アイコ未来エンド
175　S　クリエーター編ジーン未来エンド